# Golfe d'Annaba
Golfe d'Annaba är en bukt i Algeriet.   Den ligger i provinsen El Tarf, i den norra delen av landet, 400 km öster om huvudstaden Alger.